# Uwe Döring (Fußballspieler)
Uwe Döring (* 7. März 1957) ist ein ehemaliger deutscher Fußballspieler.
In der Saison 1975/76 spielte Döring in der 2. Fußball-Bundesliga Süd für den FK Pirmasens. Am 20. März 1976, dem 27. Spieltag der Saison, wurde er in den Schlussminuten des Heimspiels gegen den FC Augsburg von Trainer Bernd Hoss für Günter Schlick eingewechselt. Das Spiel endete torlos, es folgten danach für Döring keine weiteren Spiele mehr in deutschen Profiligen.